# Campionat d'Espanya de trial 1988
La temporada de 1988 del Campionat d'Espanya de trial fou la 21a edició d'aquest campionat, organitzat per la Reial Federació Motociclista Espanyola. El calendari oficial constava de 8 proves puntuables, celebrades entre el 12 de febrer i el 8 d'octubre. 2 de les proves programades es disputaren als Països Catalans: Cadaqués (26 de febrer) i Torelló (8 d'octubre).

## Classificació final
Font:
| Posició | Pilot             | Motocicleta | Punts |
| ------- | ----------------- | ----------- | ----- |
| 1       | Jordi Tarrés      | Beta        | 160   |
| 2       | Lluís Gallach     | Mecatecno   | 110   |
| 3       | Andreu Codina     | Gas Gas     | 107   |
| 4       | Amós Bilbao       | Beta        | 107   |
| 5       | Gabino Renales    | Montesa     | 104   |
| 6       | Òscar Giró        | Montesa     | 84    |
| 7       | Joan Freixas      | Merlin      | 57    |
| 8       | Ernest Vilajosana | Gas Gas     | 56    |
| 9       | Jorge Arjones     | Gas Gas     | 46    |
| 10      | Narcís Sánchez    | Aprilia     | 44    |

## Categories inferiors
| Categoria     | Guanyador    | Motocicleta |
| ------------- | ------------ | ----------- |
| Júnior        | Xavier Puig  | Gas Gas     |
| Juvenil 125cc | Marc Colomer | Montesa     |